# 内村正則
内村 正則（うちむら まさのり、1929年11月18日 - ）は、日本の実業家、馬主。

## 経歴
1960年、大阪府大阪市に、ゴム製品製造会社の東海パッキング工業株式会社を創業した。

## 馬主活動

内村の勝負服

日本中央競馬会（JRA）に登録する馬主として知られる。勝負服の柄は白、青山形一本輪、桃袖、冠名は会社名より「トウカイ」を用いる。所有馬の多くは松元省一厩舎（2008年に勇退）に預託していた。
馬主となったきっかけは、会社の経営者陣と生産牧場を巡ることがあり、その際に所有を持ちかけられたこと。その後、牧場で最初の所有馬となるトウカイクインと出会うが、その馬が東京優駿に優勝した牝馬ヒサトモの末裔であることを知ると、「私が持たなかったら、この血統は絶えるかもしれない」との思いから、自身の基礎牝馬として所有し血を拡大。そこからトウカイローマンやトウカイナチュラルが現れ、一時は消滅寸前であったヒサトモの牝系を復興させた立役者となった。
2008年に親交のあった二風谷ファーム代表の稲原敬三が亡くなると、懇意の調教師の引退などもありこれまでのような馬主活動の継続が難しいとして、所有馬を整理。2014年には、最後のトウカイテイオー産駒の牝馬であったトウカイフォーゲルも繁殖牝馬にせず譲渡しているなどしており、以前ほどの規模ではないが、2023年現在も馬主活動を継続している。

### エピソード
経営する会社名であり、冠名にもなっている「トウカイ」は、主に東海地方の取引先との事業が成功したことに由来している。

### 来歴
- 1970年 - 馬主資格取得[1]。同年11月の山科特別をトウカイクインが制し、初勝利。
- 1984年 - トウカイローマンが優駿牝馬を勝利し、重賞競走およびGI競走初制覇。
- 1991年 - トウカイテイオーが東京優駿（日本ダービー）を制し、ダービーオーナーとなる。

## 主な所有馬

### GI級競走優勝馬
- トウカイローマン（1984年優駿牝馬、1987年京都大賞典）
- トウカイテイオー（1991年皐月賞、東京優駿、1992年ジャパンカップ、産経大阪杯、1993年有馬記念）
- トウカイポイント（2002年マイルチャンピオンシップ、中山記念、香港マイル3着）

### 重賞競走優勝馬
- トウカイタロー（1996年新潟記念）
- トウカイオーザ（2001年アルゼンチン共和国杯）
- トウカイパルサー（2002年愛知杯）
- トウカイワイルド（2007年日経新春杯）
- トウカイトリック（2007年ダイヤモンドステークス、天皇賞・春3着、2010年阪神大賞典、2012年ステイヤーズステークス）
- トウカイミステリー（2011年北九州記念）

### その他の所有馬
- トウカイパレス（1995年菊花賞2着、1996年アルゼンチン共和国杯2着、他重賞3着2回）
- トウカイエリート（2007年日経新春杯2着、2008年ステイヤーズステークス3着、種牡馬）
- トウカイパラダイス（オープン1勝、2012年目黒記念2着、2014年産経大阪杯2着、他重賞3着2回、誘導馬）